# Camponotus barbaricus
Camponotus barbaricus es una especie de hormigas del género Camponotus. Son de gran tamaño, siendo su reina una de las más grandes de Europa. Se puede encontrar en el sur de Europa y en África del Norte y suele habitar debajo de las piedras o en madera en descomposición.

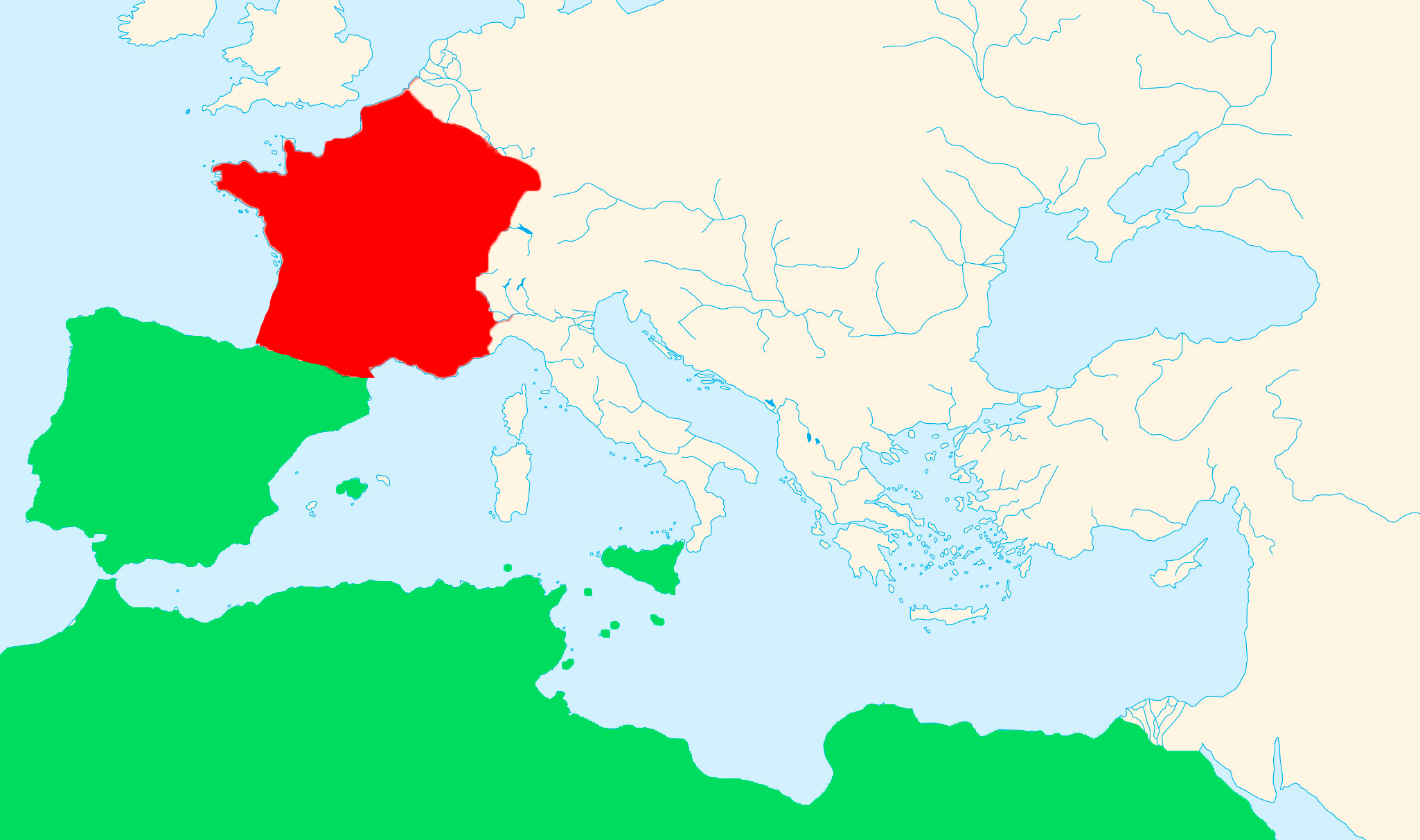
Especie endémica
Especie introducida por acción humana

## Morfología
- El cuerpo muestra un segmento, llamado peciolo, situado entre el mesosoma y el gastro
- No posee un aguijón y su gáster no muestra un estrangulamiento
- Cuenta con cinco segmentos abdominales diferenciados a la vez que presenta una hendidura cloacal circular, con bordes convexos y peludos (acidoporo)[3]
- El clípeo no se extiende más allá de los lóbulos frontales
- Antenas divididas en 12 segmentos
- Las fosas antenales se encuentran distanciadas de la parte posterior del clípeo
- La cabeza no se encuentra truncada y las aristas frontales forman una “S”
- Sutura mesopropodeal difusa
- Clípeo con una arista media distinguible.
- Lóbulo medio rectangular con mandíbulas de entre 5 y 6 dientes
- Gáster brillante, cuerpo poco peludo y propodeo estrecho
- Superficies extensoras de las tibias y fémures sin pubescencia ni pelos erectos
- Mesosoma simple y sin rupturas
- Márgenes de la gena y pronoto con numerosos pelos
- Tibia trasera con un surco longitudinal muy marcado[4][5][6]

## Cría y comportamiento
Las colonias de esta especie de Camponotus tienen un desarrollo muy lento en sus inicios, siendo similar al resto de su especie. Las colonias de este tipo de hormigas no suelen superar los 10-20 miembros el primer año aunque, una vez asentada, puede dispararse su crecimiento y alcanzar rápidamente los miles de individuos. La actividad de la colonia al principio es tímida y baja, quedando en su mayoría relegada al ámbito nocturno. Este comportamiento cambia cuando la colonia crece, volviéndose agresiva y defendiendo su territorio contra amenazas. Los lugares preferidos por esta especie para formar un nuevo hormiguero son bajo grandes piedras o maderas en descomposición, aprovechando estas para hacer de radiador del hormiguero y mantener una temperatura adecuada para su desarrollo. A su vez, se trata de una especie monogínica (con solo una reina por hormiguero) y llevan a cabo la diapausa entre los meses de octubre y marzo, a menos de 15°. 
Las hormigas Camponotus barbaricus tienen una alimentación basada en el pastoreo de pulgones (áfidos) la cual consiste en aprovechar las secreciones dulces del pulgón, también conocida como mielada, las cuales obtienen al golpearlos con sus antenas. Además, esta especie se caracteriza por ser carroñera, alimentándose de insectos ya muertos de los cuales obtienen las proteínas necesarias para criar a las larvas, ya que los adultos no las necesitan.
| Vuelos                        | Entre julio y agosto, a partir del atardecer (entre las 19:00 y las 00:00) |
| Sobre la reina                | Desarrollo claustral, monoginia |
| Tamaño                        | Reina: 16 mm – 18 mm Obrera: 10 mm – 15 mm |
| Tiempo de huevo a hormiga     | Los tiempos pueden variar en función de la temperatura y alimentación (orientativo): De huevo a larva: 1 – 2 semanas. De larva a pupa: 1 semana. De pupa a hormiga: 2 – 3 semanas. |
| Temperatura                   | Entre 25° y 30° |
| Humedad del nido              | Entre el 40% y el 60%. |
| Hibernación                   | Hiberna durante 3 meses por debajo de los 15º aunque no es imprescindible para su supervivencia.                                                                                   |
| Esperanza de vida de la reina | Entre 10 y 20 años. |

## Reproducción
Cuando una colonia está madura, su reina pone unos huevos diferentes al resto (no en aspecto) de los cuales saldrán princesas y machos. Dentro de las hormigas, las reinas sin fecundar son denominadas princesas y los machos son denominados príncipes. Las hembras son más grandes que los machos y estos tienen unas largas antenas, una cabeza pequeña con ojos grandes, un tórax delgado y un abdomen fino con pinzas para agarrarse durante la copulación. Una vez la reproducción tiene éxito y la princesa es fecundada, esta pasa a denominarse reina, mientras que el macho muere. Tras esto, la reina excava un nido en el cual pone su primera puesta de huevos y como alimento se va nutriendo de sus músculos alares que ya no necesita y le proporcionan reservas un tiempo. Se arranca sus alas pues ya no las va a necesitar. Esta primera puesta tiene como resultado el nacimiento de las hormigas denominadas nodrizas, más pequeñas que una obrera normal y con un ciclo de vida mucho más corto, las cuales ayudan a la reina a sacar adelante las próximas puestas de huevos, de las cuales nacen obreras.